# Distrito de Lahuaytambo

Provincia de Huarochirí en el Departamento de Lima, Perú

El Distrito de Lahuaytambo es uno de los treinta y dos distritos de la provincia de Huarochirí, ubicada en el Departamento de Lima, bajo la administración del Gobierno Regional de Lima-Provincias.
Dentro de la división eclesiástica de la Iglesia Católica del Perú, pertenece a la Prelatura de Yauyos

## Historia
El distrito fue creado mediante Ley N° 9875 del 31 de diciembre de 1943, en el primer gobierno del Presidente Manuel Prado Ugarteche.

## Geografía
Abarca una superficie de 81,88 km² y tiene una población aproximada de 850 habitantes.

## Autoridades

### Municipales
- 2015 - 2018[2]
  - Alcalde: Eusebio Ramírez Bernable, Movimiento Patria Joven (PJ).
  - Regidores: Francesca Nati Zavaleta Anchivilca (PJ), Emiliano Elmer Ramírez Rosado (PJ), Fernando Carlos Belén Bernable (PJ), Elsa Susana Arteaga Rosado (PJ), Walter Justo Pumayauli Bernable (Unidad Cívica Lima).
- 2011 - 2014[3]
  - Alcalde:  Eusebio Ramírez Bernable,  Movimiento Concertación para el Desarrollo Regional (CDR).[4]
  - Regidores: Emiliano Elmer Ramírez Rosado (CDR), Rosele Marín Figueroa Rosado (CDR), Francesca Nati Zavaleta Anchivilca (CDR), Juana Bernable de Rosado (CDR), Valoys Edwen Torres Zavaleta (Somos Perú).
- 2007 - 2010[5]
  - Alcalde: Tomás Oscar Belén Naupa, Partido Democrático Somos Perú.
- 2003 - 2006
  - Alcalde: Tomás Oscar Belén Naupa, Partido Democrático Somos Perú.
- 1999 - 2002
  - Alcalde: Tomás Oscar Belén Naupa, Movimiento independiente Somos Perú.
- 1996 - 1998
  - Alcalde: Tomás Oscar Belén Naupa, Lista independiente N° 15 Lahuaytambo al 2000.
- 1993 - 1995
  - Alcalde: Tomás Oscar Belén Naupa, Partido Aprista Peruano.
- 1990 - 1992
  - Alcalde: Paciano Pumayauli Bernable, Alianza Izquierda Unida.
- 1987 - 1989
  - Alcalde: Jacinto Torres Puipulivia, Partido Aprista Peruano.
- 1984 - 1986
  - Alcalde: Emiliando Jacinto Palomares Rosado, Partido Acción Popular.
- 1981 - 1983
  - Alcalde: Claudio Belén Figueroa, Partido Aprista Peruano.

### Policiales
- Comisaría de Carampoma
  - Comisario: Mayor PNP.[6]

### Religiosas
- Prelatura de Yauyos[7]
  - Obispo Prelado: Mons. Ricardo García García.
- Parroquia Espíritu Santo - Antioquía[8]
  - Párroco: Pbro.  Nilo Padin Chumpitaz
  - Vicario parroquial: Pbro. Felipe Manco Francia

## Educación

### Instituciones educativas
- I.E.

## Atractivos turísticos
El geógrafo limeño D. López MazzottiCuenta describe los restos arqueològicos de Canchaje que aún no han sido catalogados ni estudiados, un pequeño puquial de aguas termales, la cascada de Yacumayque o Llakumayqui, y recientemente la construcción de reservorios como el de Motopliche donde se reúnen aves acuáticas.
LAHUAYTAMBO también cuenta con la Iglesia Colonial más antigua de la provincia de Huarochirí que mantiene en su capilla un conjunto de santos entre ellos los apóstoles.